# پیتر بالدوین (کارگردان)
پیتر بالدوین (انگلیسی: Peter Baldwin؛ زادهٔ ۱۱ ژانویهٔ ۱۹۳۱) هنرپیشه و کارگردان اهل ایالات متحده آمریکا است. وی بین سال‌های ۱۹۵۲ تا ۲۰۰۲ میلادی فعالیت می‌کرد.
از فیلم‌هایی که وی در آن نقش داشته است می‌توان به بازداشتگاه شماره ۱۷ و نورچشمی معلم اشاره کرد.

## مرگ
بالدوین با همسرش در پبل بیچ، کالیفرنیا زندگی می‌کرد و در ۱۹ نوامبر ۲۰۱۷ در سن ۸۶ سالگی درگذشت.